# Гвозданско
Гвозданско је насељено мјесто у општини Двор, у Банији, Сисачко-мославачка жупанија, Република Хрватска.

## Историја
Гвозданско се од распада Југославије до августа 1995. године налазило у Републици Српској Крајини.

## Становништво
Насеље је према попису становништва из 2011. године имало 42 становника.
| Националност       | 1991. | 1981. | 1971. | 1961. |
| Срби               | 124   | 144   |       |       |
| Хрвати             | 41    | 54    |       |       |
| Југословени        | 14    | 38    |       |       |
| остали и непознато | 2     | 3     |       |       |
| Укупно             | 181   | 239   | 287   | '     |

| Демографија | Демографија | Демографија |
| Година      | Становника  | Становника  |
| ----------- | ----------- | ----------- |
| 1981.       | 239         |             |
| 1991.       | 181         |             |
| 2001.       | 69          |             |
| 2011.       |             | 42          |

## Попис 1991.
На попису становништва 1991. године, насељено место Гвозданско је имало 181 становника, следећег националног састава:
| Попис 1991.‍  | Попис 1991.‍  | Попис 1991.‍ | Попис 1991.‍ | Попис 1991.‍ |
| ------------ | ------------ | ----------- | ----------- | ----------- |
|              |              |             |             |             |
| Срби         | Срби         |             | 124         | 68,50%      |
| Хрвати       | Хрвати       |             | 41          | 22,65%      |
| Југословени  | Југословени  |             | 14          | 7,73%       |
| неопредељени | неопредељени |             | 2           | 1,10%       |
| укупно: 181  |              |             |             |             |